# Karl Schollin
Karl Henrik Schollin, född 2 juli 1910 i Karlskrona, död 30 augusti 1979 i Stockholm, var en svensk arkitekt. 

## Biografi
Schollin avlade studentexamen 1928 samt utexaminerades från Kungliga Tekniska högskolan 1934 och från Kungliga Konsthögskolan 1943. Han praktiserade på byggen och arkitektkontor 1930–1933, var anställd hos arkitekt Carl Westman i Stockholm 1935, på Sveriges Köpmannaförbunds arkitektkontor 1935–1936, hos arkitekt Rickard Gavel i Stockholm 1936–1938, på länsarkitektkontoret i Stockholm 1938–1939, hos professor Paul Hedqvist i Stockholm 1939–1944 och vid Byggnadsstyrelsen 1942–1943. Han var stadsarkitekt i Visby stad 1944–1947, i Nynäshamns stad 1947–1954 och i Lidingö stad 1954–1956. Han var anställd arkitekt hos Anders Tengbom i Stockholm från 1956 och bedrev även egen arkitektverksamhet. I allmänna arkitekttävlingar tilldelades han bland annat andra pris tillsammans med Peter Bjugge och Simon Brofelth för nybyggnad åt Gymnastiska Centralinstitutet 1939 och första pris för en byggnadsplan avseende ett centralt område i Västerhaninge landskommun.